# 渤海租赁
渤海租赁股份有限公司 （深交所：000415，简称：渤海租赁）是中国深圳证券交易所的一家上市公司，主营业务范围为租赁服务业。持有渤海人寿保险股份有限公司20.00%

## 歷史
2013年9月30日，渤海租賃斥資13億美元向海航收購全球第六大集装箱租赁商新加坡Seaco100%的股权
2015年1月27日，渤海租賃斥資7億美元（37.5億人民幣）現金向CHC公司收購全球第八大集装箱租赁商百慕大Cronos公司80%的股权
2016年3月30日，渤海租賃累計向天津渤海租賃有限公司增資87.3915億人民幣，增資後天津渤海註冊資本為150億元人民幣
2015年9月7日，渤海租賃斥資25.55億美元併購爱尔兰飛機租賃公司Avolon Holdings Ltd. 100%，截至2015年6月30日，Avolon機隊規模260架，其中自有飛機143架，管理飛機9架，已簽署購買協議的飛機108架，飛機資產的賬面價值達63.6億美元。
2016年7月6日 渤海租賃斥資19.75億美元（130.96億人民幣）現金向GE Capital Aviation Services (GECAS)收購45架附帶租約的飛機租賃資產
2016年10月8日 渤海租賃旗下的Avolon Holdings同意斥資100億美元（折合約780億港元）收購美國CIT Group的飛機租賃業務，合併後將擁有910架飛機，價值逾430億美元
2018年8月9日，歐力士同意以22.124億美元（折合人民幣139.12億元）現金從海航集團旗下渤海金控收購全球第三大飛機租賃公司Avolon Holdings三成股權，歐力士將於11月完成有關收購，並在Avolon董事會取得兩個席位。